# Sony Ericsson W610i
Фактически является клоном Sony Ericsson K550i, отличающимся прошивкой, корпусом и отсутствием активной шторки камеры.
Своими узкими кнопками аппарат обязан старшей модели Sony Ericsson W880i, а также выпущенной в том же году Nokia N82.

## Дисплей
- Тип дисплея: TFT, 262K цветов, 176x220
- Подсветка

## Звук
- Полифония
- Виброзвонок
- Бесшумный вызов
- Загрузка мелодий
- Программирование мелодий
- Громкоговорящая связь
- Кодирование речи
- Запись разговоров

## Управление звонками
- Голосовой набор
- Удержание звонка
- Автодозвон
- Конференц-связь
- Переадресация звонка
- Определение номера

## Клавиатура
- Джойстик
- Подсветка
- Блокировка
- Звуковая индикация
- T9
- Ввод русскими буквами

## Интерфейс
- Голосовое управление
- Настраиваемые профили
- Ускоренный набор номера
- Регулятор громкости

## Приложения
- Часы
- Будильник
- Калькулятор
- Секундомер
- Таймер
- Календарь
- Записная книжка
- Конвертер валют
- Диктофон
- Синхронизация с ПК
- Поддержка файлов .hid (использование телефона в качестве пульта управления компьютером ч/з bluetooth)

### Передача данных
- SMS
- EMS
- MMS
- POP/IMAP/SMTP-клиент
- GPRS: Class B / Multi-slot Class 10
- WAP 2.0
- EDGE: Class 10
- Прямая передача фотографий в сервис Blogger
- SyncML-синхронизация
- Bluetooth
- Связь с ПК

## Память
Память:
- Встроенная:72 МБ
- Карта памяти(М2):512 Мб в комплекте(официально заявлено о поддержке карт емкостью 2 Гб, но возможна установка карт емкостью 4Гб)

## Особенности
- Игры
- Java приложения(JP-7.7)
- FM-приемник
- MP3 плеер
- Flash память
- Цифровая камера
- Видео
- Дополнительно: Flash Lite 1.0
- Аккумулятор BST-33

## Интересные факты
Данная модель телефона (с исполнением корпуса в чёрно-рыжем цвете) является неотъемлемым элементом геймплея  компьютерной игры Cry of Fear.